# Tsukiatteru no ni Kataomoi
Singles de Berryz Kōbō
Kokuhaku no Funsui Hiroba
(2007) Dschinghis Khan
(2008)
Tsukiatteru no ni Kataomoi (付き合ってるのに片思い) est le 15e single du groupe de J-pop Berryz Kōbō.

## Présentation
Le single, écrit, composé et produit par Tsunku, sort le 28 novembre 2007 au Japon sur le label Piccolo Town. Il atteint la 6e place du classement des ventes hebdomadaire de l'Oricon. Il sort également dans une édition limitée avec une pochette différente et un DVD en supplément. Contrairement aux autres singles du groupe, il ne sort pas cette fois au format "single V" (vidéo DVD), mais une édition spéciale "event V" sera vendue lors de représentations du groupe. La chanson-titre du single figurera sur le quatrième album du groupe, 5 (FIVE) de 2008, ainsi que sur sa compilation Special Best Vol.1 de 2009.

## Formation
Membres créditées sur le single :
- Saki Shimizu
- Momoko Tsugunaga
- Chinami Tokunaga
- Māsa Sudō
- Miyabi Natsuyaki
- Yurina Kumai
- Risako Sugaya

## Liste des titres
Single CD
1. Tsukiatteru no ni Kataomoi (付き合ってるのに片思い?)
2. Warera! Berryz Kamen (我ら！Berryz仮面?)
3. Tsukiatteru no ni Kataomoi (Instrumental) (付き合ってるのに片思い...?)

DVD de l'édition limitée
1. Tsukiatteru no ni Kataomoi (Dance Shot Ver.) (付き合ってるのに片思い...?)

DVD de l'édition "Event V"
1. Tsukiatteru no ni Kataomoi (Dance Close-up Ver.) (付き合ってるのに片思い...?)
2. Interview (インタビュー?)